# Nová Ves (Košetice)
Nová Ves (německy Neudorf) je malá vesnice, část obce Košetice v okrese Pelhřimov. Nachází se asi 2 km na západ od Košetic. V roce 2009 zde bylo evidováno 21 adres. V roce 2001 zde trvale žilo 14 obyvatel.
Nová Ves leží v katastrálním území Košetice o výměře 12,92 km2.